# Židovská agentura
Židovská agentura, přesněji Židovská agentura pro Izrael (hebrejsky הסוכנות היהודית לארץ ישראל‎, ha-Sochnut ha-jehudit le-Erec Jisrael, zkráceně jen סוכנות‎ – Sochnut, anglicky The Jewish Agency for Israel, též zkracováno na JAFI) je organizace založená roku 1929, která před vznikem státu Izrael fungovala jako neoficiální vláda pro židovské obyvatelstvo v tehdejší Britské mandátní Palestině (stejně jako Židovská národní rada fungovala coby neoficiální židovský parlament). Poté, co Izrael dosáhl roku 1948 nezávislosti, se aktivity Židovské agentury posunuly směrem k podpoře židovského přistěhovalectví. Sídlí v domě národních institucí v Jeruzalémě.

## Dějiny do roku 1948
O vzniku Židovské agentury se debatovalo už na 13. sionistickém kongresu v Karlových Varech v srpnu 1923. V roce 1927 pak Chajim Weizmann podepsal dohodu se zástupcem amerických židů Louisem Marshallem ohledně vzniku takové agentury. Vznik rozšířené a posílené Agentury, organizované podle záměrů Chajima Weizmanna, byl přijat i zahraničními židovskými a nesionistickými předáky, ale pod podmínkou, že nejprve bude zorganizována komise, která posoudí ekonomickou životaschopnost usídlování v Palestině.
 Židovská agentura byla definitivně ustavena až rozhodnutím 16. sionistického kongresu 11. srpna 1929, který se konal v Curychu. Mělo se tak v rámci britského mandátu nad Palestinou pokročit směrem k budování samosprávných institucí pro židovskou komunitu. Židovská agentura byla britskou správou uznána za představitele zdejších židů. Reprezentovala zároveň tuto komunitu před Společností národů. Agentura měla na starosti přidělování imigračních certifikátů vydávaných britskými úřady, usazování imigrantů a územní plánování, ekonomické plánování, budování školských a kulturních institucí nebo zdravotnických zařízení. Hlavním rysem nově ustavené Agentury ale byl fakt, že se na ní měli podílet i nesionističtí židé z celého světa. Debaty o jejím založení se v Curychu například účastnil Albert Einstein nebo Léon Blum.

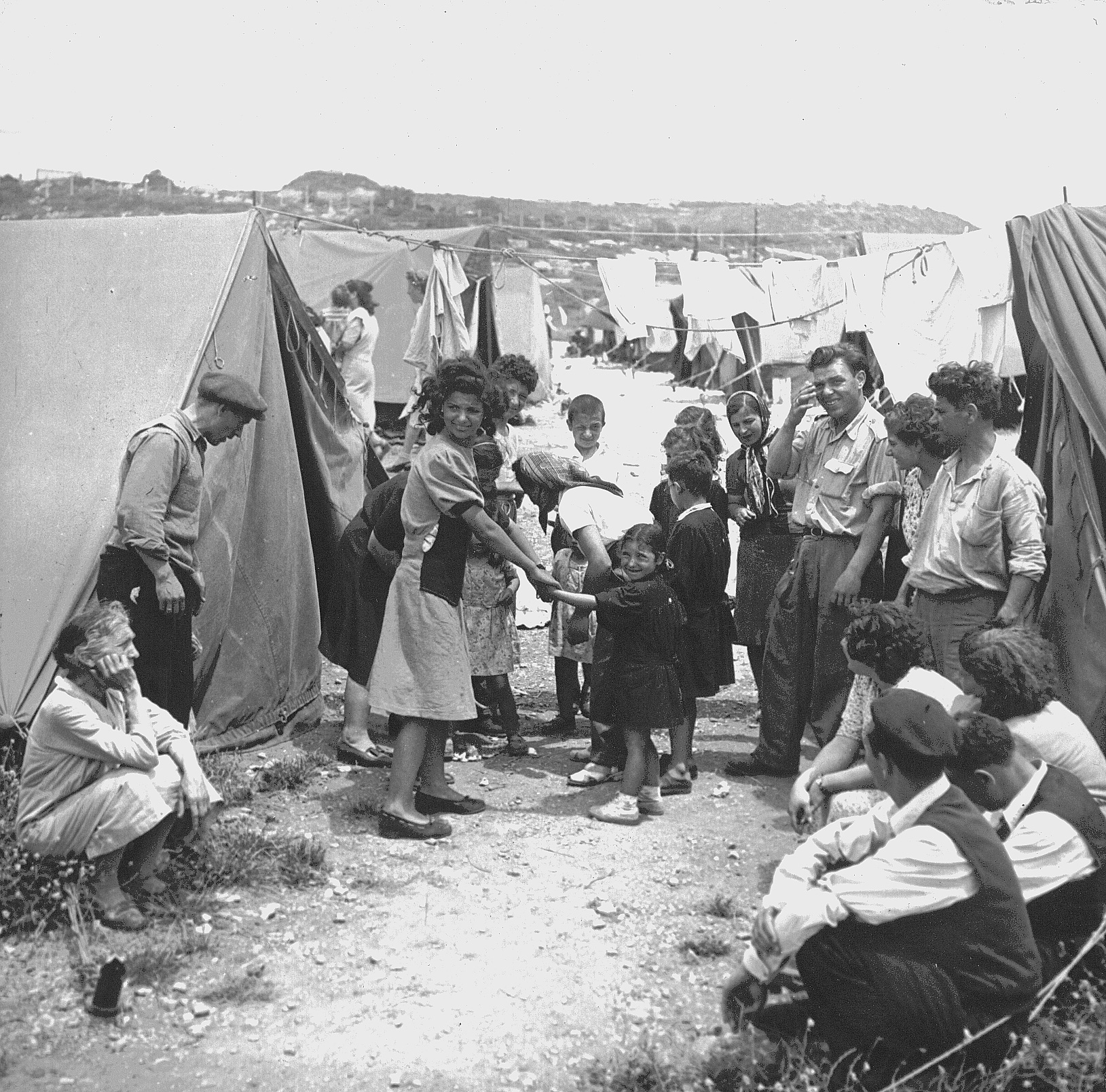
Ma'abara, provizorní ubytování pro imigranty, fotografie pořízena v roce 1950.

V 2. polovině 30. let a během 40. let bylo hlavní aktivitou Agentury vyjednávání s Brity o rozsahu povolené židovské imigrace a boj proti nařízením omezujícím přistěhovalectví (MacDonaldova bílá kniha). V této době také Židovská agentura začala vyjednávat poprvé o možnosti rozdělení Palestiny na židovský a arabský stát. Roku 1931 byla pod pravomoc Židovské agentury postavena Hagana coby neoficiální židovská armáda v Palestině. Její význam rostl pak v průběhu arabského povstání v Palestině v letech 1936–1939. V roce 1938 založila Hagana organizaci pro ilegální imigraci Mosad le-alija Bet. Agentura také uzavřela alianci s židovskou odborovou centrálou Histadrut ohledně veřejných prací. Ve městě Rechovot zřídila Agentura zemědělskou výzkumnou stanici (později začleněnou do Hebrejské univerzity).
Po roce 1945 představovala Židovská agentura ústřední organizaci dojednávající vznik nezávislého židovského státu a jeho obranu. V říjnu 1945 podepsaly z iniciativy Agentury hlavní židovské vojenské skupiny dohodu o spolupráci (Hagana, Irgun, Lechi). V roce 1946 byly úřady Židovské agentury prohledány v rámci britské razie během takzvané Operace Agáta. Po hlasování Organizace spojených národů o rozdělení Palestiny v listopadu 1947 vytvořila Agentura zárodek budoucí vlády nezávislého státu. Když pak byla vyhlášena samostatnost Izraele v květnu 1948, stal se prvním premiérem nového státu David Ben Gurion, dosavadní předseda exekutivy Židovské agentury.

## Dějiny po roce 1948
24. listopadu 1952 přijal Kneset zákon, kterým nově vymezil působnost a pravomoci Židovské agentury. Jejím hlavním polem působnosti se mělo stát organizování a podpora přistěhovalectví, osidlování, práce s židovskou mládeží a zajišťování vztahů mezi Izraelem a židovstvem v diaspoře. 26. července 1954 pak v tomto duchu podepsala dohodu izraelská vláda se zástupci Světového sionistického kongresu. V těchto letech Židovská agentura organizačně zajišťovala přesun statisíců židů do Izraele. Podobné akce akce realizovala i později, například částečně utajovaný přesun etiopských židů do Izraele v roce 1991 (operace Šalamoun). Od roku 1948 založila Židovská agentura v Izraeli 480 nových vesnic. Koncem 60. let 20. století tyto vesnice generovaly 70 % zemědělské výroby státu.

## Současnost

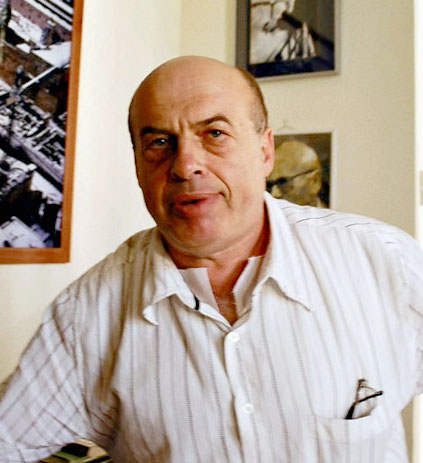
Natan Šaransky, předseda Židovské agentury od 2009 do 2018.

Židovská agentura k roku 2008 působila v téměř 80 zemích prostřednictvím více než 450 emisarů. Její rozpočet v tom roce dosáhl 314 760 000 dolarů. V červnu 2009 se předsedou Židovské agentury stal bývalý sovětský disident a pozdější izraelský politik Natan Šaransky. Za hlavní úkol označil posilování židovské identity židů v diaspoře. Nástupem Šaranského došlo k personálnímu oddělení funkcí předsedů Agentury a Světové sionistické organizace.
Vzhledem k finanční problémům požádal Šaranský ještě v roce 2009 vládu Benjamina Netanjahua o podporu – poprvé v dějinách Agentury, kdy by měla obdržet přímé financování od izraelské vlády. Dosud ji financovaly židovské organizace a dobrovolní dárci. Židovská agentura čelila počátkem 21. století kritice pro údajnou neefektivitu. Například pro organizování přistěhovalectví židů ze Severní Ameriky ji z velké části nahradila soukromá organizace Nefeš be-nefeš.
V srpnu 2018 nahradil Šaranského ve funkci předsedy agentury zkušený levicový politik Jicchak Herzog, příslušník slavné židovské dynastie Herzogů. Otec Chajim Herzog byl v období 1983–1993 prezidentem Státu Izrael a děd Jicchak ha-Levi Herzog působil v letech 1921–1936 coby aškenázský vrchní rabín v Irsku a 1936–1959 v Mandátní Palestině, posléze Státu Izrael. Sám Jicchak Herzog vešel ve známost zejména roku 2015, kdy se stal hlavním volebním vyzyvatelem premiéra Benjamina Netanjahua.